# Tour de Ruanda de 2019
A 22.ª edição da competição de ciclismo Tour de Ruanda foi uma corrida de ciclismo de estrada por etapas que se celebrou entre 24 de fevereiro e 3 de março em Ruanda com início e final na cidade de Kigali sobre um percurso de 959,1 quilómetros.
A corrida fez parte do UCI Africa Tour de 2019 dentro da categoria UCI 2.1. O vencedor final foi o eritreio Merhawi Kudus do Astana seguido do estónio Rein Taaramäe do Direct Énergie e o suíço Matteo Badilatti do Israel Cycling Academy.

## Equipas participantes
Tomaram parte na corrida 17 equipas: 1 de categoria UCI WorldTeam; 4 de categoria Profissional Continental; 6 de categoria Continental e 6 seleções nacionais. Formando assim um pelotão de 78 ciclistas dos que acabaram 60. As equipas participantes foram:
| Equipe WorldTeam- Astana Equipes profissionais Continentais (4)- Direct Énergie - Delko-Marseille Provence - Team Novo Nordisk - Israel Cycling Academy Equipes Continentais (6)- Benediction–Excel Energy - ProTouch - Nice Ethiopia Cycling Team - BAI-Sicasal-Petro de Luanda - Interpro Cycling Academy - Dimension Data for Qhubeka Equipes nacionais (6)- Ruanda - França - Argélia - Camarões - Eritreia - Quénia |
| |

## Percurso

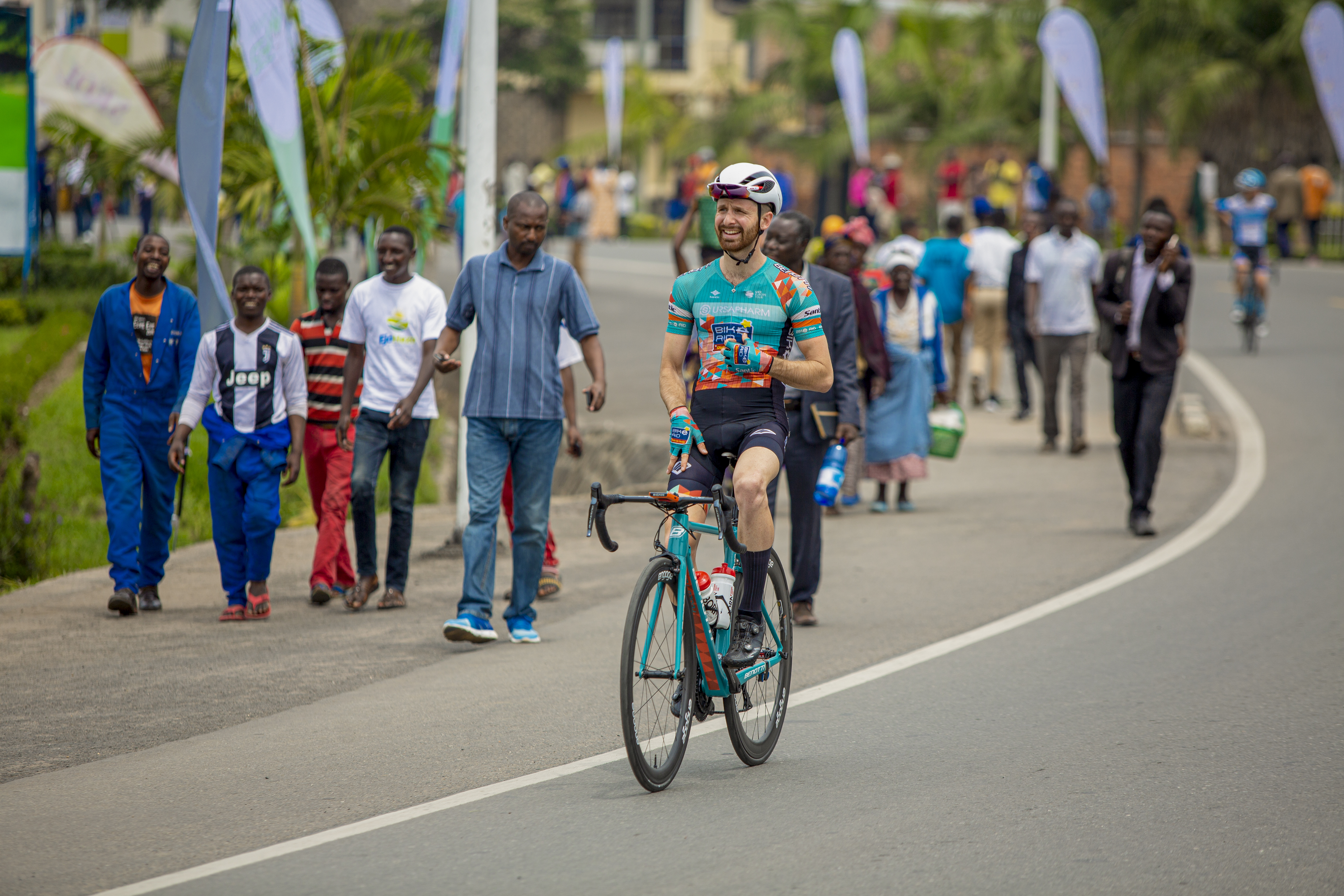
5.ª etapa em Musanze

O Tour de Ruanda dispôs de oito etapas para um percurso total de 959,1 quilómetros.
| Etapa | Data    | Percurso            | type            | Distância (km) | Vencedor                 | Líder geral       |
| ----- | ------- | ------------------- | --------------- | -------------- | ------------------------ | ----------------- |
| 1     | 24 fev. | Kigali – Kigali     | etapa escarpada | 112,5          | Alessandro Fedeli        | Alessandro Fedeli |
| 2     | 25 fev. | Kigali – Butare     | média montanha  | 120,3          | Merhawi Kudus            | Merhawi Kudus     |
| 3     | 26 fev. | Butare – Gisenyi    | alta montanha   | 213,1          | Merhawi Kudus            | Merhawi Kudus     |
| 4     | 27 fev. | Gisenyi – Karongi   | alta montanha   | 103            | Edwin Ávila              | Merhawi Kudus     |
| 5     | 28 fev. | Karongi – Ruhengeri | alta montanha   | 138,7          | Biniam Girmay            | Merhawi Kudus     |
| 6     | 1 mar.  | Ruhengeri – Nyamata | média montanha  | 120,5          | Przemysław Kasperkiewicz | Merhawi Kudus     |
| 7     | 2 mar.  | Nyamata – Kigali    | etapa escarpada | 84,2           | Yacob Debesay            | Merhawi Kudus     |
| 8     | 3 mar.  | Kigali – Kigali     | etapa escarpada | 66,8           | Rodrigo Contreras        | Merhawi Kudus     |

## Desenvolvimento da corrida

### 1.ª etapa
| Kigali - Kigali | etapa escarpada | (112,5 km) |

| \| Classificação por etapas \| Classificação por etapas \| Classificação por etapas \| Classificação por etapas \| Classificação por etapas \| \| Ciclista \| Ciclista \| Equipe \| Tempo \| \| \| ------------------------ \| ------------------------ \| ------------------------ \| ------------------------ \| ------------------------ \| \| 1. \| Alessandro Fedeli \| Delko Marseille Provence \| 2h41m32s \| \| \| 2. \| Yacob Debesay \| Eritreia \| + 0s \| \| \| 3. \| Przemysław Kasperkiewicz \| Delko Marseille Provence \| + 0s \| \| \| 4. \| Joseph Areruya \| Delko Marseille Provence \| + 0s \| \| \| 5. \| Salim Kipkemboi \| Quénia \| + 0s \| \| \| 6. \| Simon Guglielmi \| França \| + 0s \| \| \| 7. \| Sirak Tesfom \| Eritreia \| + 0s \| \| \| 8. \| Bryan Nauleau \| Direct Énergie \| + 0s \| \| \| 9. \| Patrick Byukusenge \| Benediction–Excel Energy \| + 0s \| \| \| 10. \| Nikita Stalnow \| Astana \| + 0s \| \| |                          |                          |          |
| |                          |                          |          |
| Fonte: ProCyclingStats |                          |                          |          |
| Classificação por etapas |                          |                          |          |
| Ciclista | Ciclista                 | Equipe                   | Tempo    |
| 1. | Alessandro Fedeli        | Delko Marseille Provence | 2h41m32s |
| 2. | Yacob Debesay            | Eritreia                 | + 0s     |
| 3. | Przemysław Kasperkiewicz | Delko Marseille Provence | + 0s     |
| 4. | Joseph Areruya           | Delko Marseille Provence | + 0s     |
| 5. | Salim Kipkemboi          | Quénia                   | + 0s     |
| 6. | Simon Guglielmi          | França                   | + 0s     |
| 7. | Sirak Tesfom             | Eritreia                 | + 0s     |
| 8. | Bryan Nauleau            | Direct Énergie           | + 0s     |
| 9. | Patrick Byukusenge       | Benediction–Excel Energy | + 0s     |
| 10. | Nikita Stalnow           | Astana                   | + 0s     |

| \| Classificação geral \| Classificação geral \| Classificação geral \| Classificação geral \| Classificação geral \| \| Ciclista \| Ciclista \| Equipe \| Tempo \| \| \| ------------------- \| ------------------------ \| ------------------------ \| ------------------- \| ------------------- \| \| 1. \| Alessandro Fedeli \| Delko Marseille Provence \| 2h41m32s \| \| \| 2. \| Yacob Debesay \| Eritreia \| + 0s \| \| \| 3. \| Przemysław Kasperkiewicz \| Delko Marseille Provence \| + 0s \| \| \| 4. \| Joseph Areruya \| Delko Marseille Provence \| + 0s \| \| \| 5. \| Salim Kipkemboi \| Quénia \| + 0s \| \| \| 6. \| Simon Guglielmi \| França \| + 0s \| \| \| 7. \| Sirak Tesfom \| Eritreia \| + 0s \| \| \| 8. \| Bryan Nauleau \| Direct Énergie \| + 0s \| \| \| 9. \| Patrick Byukusenge \| Benediction–Excel Energy \| + 0s \| \| \| 10. \| Nikita Stalnow \| Astana \| + 0s \| \| |                          |                          |          |
| |                          |                          |          |
| Fonte: ProCyclingStats |                          |                          |          |
| Classificação geral |                          |                          |          |
| Ciclista | Ciclista                 | Equipe                   | Tempo    |
| 1. | Alessandro Fedeli        | Delko Marseille Provence | 2h41m32s |
| 2. | Yacob Debesay            | Eritreia                 | + 0s     |
| 3. | Przemysław Kasperkiewicz | Delko Marseille Provence | + 0s     |
| 4. | Joseph Areruya           | Delko Marseille Provence | + 0s     |
| 5. | Salim Kipkemboi          | Quénia                   | + 0s     |
| 6. | Simon Guglielmi          | França                   | + 0s     |
| 7. | Sirak Tesfom             | Eritreia                 | + 0s     |
| 8. | Bryan Nauleau            | Direct Énergie           | + 0s     |
| 9. | Patrick Byukusenge       | Benediction–Excel Energy | + 0s     |
| 10. | Nikita Stalnow           | Astana                   | + 0s     |

### 2.ª etapa
| Kigali - Butare | média montanha | (120,3 km) |

| \| Classificação por etapas \| Classificação por etapas \| Classificação por etapas \| Classificação por etapas \| Classificação por etapas \| \| Ciclista \| Ciclista \| Equipe \| Tempo \| \| \| ------------------------ \| ------------------------ \| -------------------------- \| ------------------------ \| ------------------------ \| \| 1. \| Merhawi Kudus \| Astana \| 3h02m17s \| \| \| 2. \| Przemysław Kasperkiewicz \| Delko Marseille Provence \| + 2s \| \| \| 3. \| Biniam Girmay \| Eritreia \| + 2s \| \| \| 4. \| Joseph Areruya \| Delko Marseille Provence \| + 2s \| \| \| 5. \| Rodrigo Contreras \| Astana \| + 2s \| \| \| 6. \| Hernán Aguirre \| Interpro Cycling Academy \| + 2s \| \| \| 7. \| Simon Guglielmi \| França \| + 2s \| \| \| 8. \| Mulu Hailemichael \| Dimension Data for Qhubeka \| + 2s \| \| \| 9. \| Samuel Mugisha \| Dimension Data for Qhubeka \| + 2s \| \| \| 10. \| Yuriy Natarov \| Astana \| + 2s \| \| |                          |                            |          |
| |                          |                            |          |
| Fonte: ProCyclingStats |                          |                            |          |
| Classificação por etapas |                          |                            |          |
| Ciclista | Ciclista                 | Equipe                     | Tempo    |
| 1. | Merhawi Kudus            | Astana                     | 3h02m17s |
| 2. | Przemysław Kasperkiewicz | Delko Marseille Provence   | + 2s     |
| 3. | Biniam Girmay            | Eritreia                   | + 2s     |
| 4. | Joseph Areruya           | Delko Marseille Provence   | + 2s     |
| 5. | Rodrigo Contreras        | Astana                     | + 2s     |
| 6. | Hernán Aguirre           | Interpro Cycling Academy   | + 2s     |
| 7. | Simon Guglielmi          | França                     | + 2s     |
| 8. | Mulu Hailemichael        | Dimension Data for Qhubeka | + 2s     |
| 9. | Samuel Mugisha           | Dimension Data for Qhubeka | + 2s     |
| 10. | Yuriy Natarov            | Astana                     | + 2s     |

| \| Classificação geral \| Classificação geral \| Classificação geral \| Classificação geral \| Classificação geral \| \| Ciclista \| Ciclista \| Equipe \| Tempo \| \| \| ------------------- \| ------------------------ \| -------------------------- \| ------------------- \| ------------------- \| \| 1. \| Merhawi Kudus \| Astana \| 5h43m49s \| \| \| 2. \| Przemysław Kasperkiewicz \| Delko Marseille Provence \| + 2s \| \| \| 3. \| Joseph Areruya \| Delko Marseille Provence \| + 2s \| \| \| 4. \| Simon Guglielmi \| França \| + 2s \| \| \| 5. \| Alessandro Fedeli \| Delko Marseille Provence \| + 2s \| \| \| 6. \| Sirak Tesfom \| Eritreia \| + 2s \| \| \| 7. \| Yacob Debesay \| Eritreia \| + 2s \| \| \| 8. \| Hernán Aguirre \| Interpro Cycling Academy \| + 2s \| \| \| 9. \| Bryan Nauleau \| Direct Énergie \| + 2s \| \| \| 10. \| Samuel Mugisha \| Dimension Data for Qhubeka \| + 2s \| \| |                          |                            |          |
| |                          |                            |          |
| Fonte: ProCyclingStats |                          |                            |          |
| Classificação geral |                          |                            |          |
| Ciclista | Ciclista                 | Equipe                     | Tempo    |
| 1. | Merhawi Kudus            | Astana                     | 5h43m49s |
| 2. | Przemysław Kasperkiewicz | Delko Marseille Provence   | + 2s     |
| 3. | Joseph Areruya           | Delko Marseille Provence   | + 2s     |
| 4. | Simon Guglielmi          | França                     | + 2s     |
| 5. | Alessandro Fedeli        | Delko Marseille Provence   | + 2s     |
| 6. | Sirak Tesfom             | Eritreia                   | + 2s     |
| 7. | Yacob Debesay            | Eritreia                   | + 2s     |
| 8. | Hernán Aguirre           | Interpro Cycling Academy   | + 2s     |
| 9. | Bryan Nauleau            | Direct Énergie             | + 2s     |
| 10. | Samuel Mugisha           | Dimension Data for Qhubeka | + 2s     |

### 3.ª etapa
| Butare - Gisenyi | alta montanha | (213,1 km) |

| \| Classificação por etapas \| Classificação por etapas \| Classificação por etapas \| Classificação por etapas \| Classificação por etapas \| \| Ciclista \| Ciclista \| Equipe \| Tempo \| \| \| ------------------------ \| ------------------------ \| ------------------------ \| ------------------------ \| ------------------------ \| \| 1. \| Merhawi Kudus \| Astana \| 5h21m15s \| \| \| 2. \| Rein Taaramäe \| Direct Énergie \| + 15s \| \| \| 3. \| Matteo Badilatti \| Israel Cycling Academy \| + 43s \| \| \| 4. \| Hernán Aguirre \| Interpro Cycling Academy \| + 58s \| \| \| 5. \| Rodrigo Contreras \| Astana \| + 8m02s \| \| \| 6. \| Henok Mulubrhan \| Eritreia \| + 9m27s \| \| \| 7. \| Nikita Stalnow \| Astana \| + 9m27s \| \| \| 8. \| Jérémy Bellicaud \| Wanty-Gobert \| + 9m34s \| \| \| 9. \| David Lozano \| Team Novo Nordisk \| + 9m52s \| \| \| 10. \| Joseph Areruya \| Delko Marseille Provence \| + 9m52s \| \| |                   |                          |          |
| |                   |                          |          |
| Fonte: ProCyclingStats |                   |                          |          |
| Classificação por etapas |                   |                          |          |
| Ciclista | Ciclista          | Equipe                   | Tempo    |
| 1. | Merhawi Kudus     | Astana                   | 5h21m15s |
| 2. | Rein Taaramäe     | Direct Énergie           | + 15s    |
| 3. | Matteo Badilatti  | Israel Cycling Academy   | + 43s    |
| 4. | Hernán Aguirre    | Interpro Cycling Academy | + 58s    |
| 5. | Rodrigo Contreras | Astana                   | + 8m02s  |
| 6. | Henok Mulubrhan   | Eritreia                 | + 9m27s  |
| 7. | Nikita Stalnow    | Astana                   | + 9m27s  |
| 8. | Jérémy Bellicaud  | Wanty-Gobert             | + 9m34s  |
| 9. | David Lozano      | Team Novo Nordisk        | + 9m52s  |
| 10. | Joseph Areruya    | Delko Marseille Provence | + 9m52s  |

| \| Classificação geral \| Classificação geral \| Classificação geral \| Classificação geral \| Classificação geral \| \| Ciclista \| Ciclista \| Equipe \| Tempo \| \| \| ------------------- \| ------------------- \| ------------------------ \| ------------------- \| ------------------- \| \| 1. \| Merhawi Kudus \| Astana \| 11h05m04s \| \| \| 2. \| Rein Taaramäe \| Direct Énergie \| + 17s \| \| \| 3. \| Matteo Badilatti \| Israel Cycling Academy \| + 45s \| \| \| 4. \| Hernán Aguirre \| Interpro Cycling Academy \| + 1m00s \| \| \| 5. \| Rodrigo Contreras \| Astana \| + 8m04s \| \| \| 6. \| Nikita Stalnow \| Astana \| + 9m29s \| \| \| 7. \| Jérémy Bellicaud \| Wanty-Gobert \| + 9m36s \| \| \| 8. \| Henok Mulubrhan \| Eritreia \| + 9m41s \| \| \| 9. \| Joseph Areruya \| Delko Marseille Provence \| + 9m54s \| \| \| 10. \| Sirak Tesfom \| Eritreia \| + 9m54s \| \| |                   |                          |           |
| |                   |                          |           |
| Fonte: ProCyclingStats |                   |                          |           |
| Classificação geral |                   |                          |           |
| Ciclista | Ciclista          | Equipe                   | Tempo     |
| 1. | Merhawi Kudus     | Astana                   | 11h05m04s |
| 2. | Rein Taaramäe     | Direct Énergie           | + 17s     |
| 3. | Matteo Badilatti  | Israel Cycling Academy   | + 45s     |
| 4. | Hernán Aguirre    | Interpro Cycling Academy | + 1m00s   |
| 5. | Rodrigo Contreras | Astana                   | + 8m04s   |
| 6. | Nikita Stalnow    | Astana                   | + 9m29s   |
| 7. | Jérémy Bellicaud  | Wanty-Gobert             | + 9m36s   |
| 8. | Henok Mulubrhan   | Eritreia                 | + 9m41s   |
| 9. | Joseph Areruya    | Delko Marseille Provence | + 9m54s   |
| 10. | Sirak Tesfom      | Eritreia                 | + 9m54s   |

### 4.ª etapa
| Gisenyi - Karongi | alta montanha | (103 km) |

| \| Classificação por etapas \| Classificação por etapas \| Classificação por etapas \| Classificação por etapas \| Classificação por etapas \| \| Ciclista \| Ciclista \| Equipe \| Tempo \| \| \| ------------------------ \| ------------------------ \| -------------------------- \| ------------------------ \| ------------------------ \| \| 1. \| Edwin Ávila \| Israel Cycling Academy \| 2h37m32s \| \| \| 2. \| Pablo Torres \| Interpro Cycling Academy \| + 0s \| \| \| 3. \| Sirak Tesfom \| Eritreia \| + 3s \| \| \| 4. \| Samuel Mugisha \| Dimension Data for Qhubeka \| + 3s \| \| \| 5. \| David Lozano \| Team Novo Nordisk \| + 5s \| \| \| 6. \| Adrien Guillonnet \| Interpro Cycling Academy \| + 5s \| \| \| 7. \| Didier Munyaneza \| Benediction–Excel Energy \| + 5s \| \| \| 8. \| Alessandro Fedeli \| Delko Marseille Provence \| + 5s \| \| \| 9. \| Yacob Debesay \| Eritreia \| + 5s \| \| \| 10. \| Yuriy Natarov \| Astana \| + 9s \| \| |                   |                            |          |
| |                   |                            |          |
| Fonte: ProCyclingStats |                   |                            |          |
| Classificação por etapas |                   |                            |          |
| Ciclista | Ciclista          | Equipe                     | Tempo    |
| 1. | Edwin Ávila       | Israel Cycling Academy     | 2h37m32s |
| 2. | Pablo Torres      | Interpro Cycling Academy   | + 0s     |
| 3. | Sirak Tesfom      | Eritreia                   | + 3s     |
| 4. | Samuel Mugisha    | Dimension Data for Qhubeka | + 3s     |
| 5. | David Lozano      | Team Novo Nordisk          | + 5s     |
| 6. | Adrien Guillonnet | Interpro Cycling Academy   | + 5s     |
| 7. | Didier Munyaneza  | Benediction–Excel Energy   | + 5s     |
| 8. | Alessandro Fedeli | Delko Marseille Provence   | + 5s     |
| 9. | Yacob Debesay     | Eritreia                   | + 5s     |
| 10. | Yuriy Natarov     | Astana                     | + 9s     |

| \| Classificação geral \| Classificação geral \| Classificação geral \| Classificação geral \| Classificação geral \| \| Ciclista \| Ciclista \| Equipe \| Tempo \| \| \| ------------------- \| ------------------- \| ------------------------ \| ------------------- \| ------------------- \| \| 1. \| Merhawi Kudus \| Astana \| 13h48m19s \| \| \| 2. \| Rein Taaramäe \| Direct Énergie \| + 17s \| \| \| 3. \| Matteo Badilatti \| Israel Cycling Academy \| + 45s \| \| \| 4. \| Hernán Aguirre \| Interpro Cycling Academy \| + 1m00s \| \| \| 5. \| Sirak Tesfom \| Eritreia \| + 4m14s \| \| \| 6. \| Awet Ghebremedhn \| Israel Cycling Academy \| + 4m29s \| \| \| 7. \| David Lozano \| Team Novo Nordisk \| + 4m40s \| \| \| 8. \| Suleiman Kangangi \| Quénia \| + 4m56s \| \| \| 9. \| Yacob Debesay \| Eritreia \| + 8m17s \| \| \| 10. \| Didier Munyaneza \| Benediction–Excel Energy \| + 8m17s \| \| |                   |                          |           |
| |                   |                          |           |
| Fonte: ProCyclingStats |                   |                          |           |
| Classificação geral |                   |                          |           |
| Ciclista | Ciclista          | Equipe                   | Tempo     |
| 1. | Merhawi Kudus     | Astana                   | 13h48m19s |
| 2. | Rein Taaramäe     | Direct Énergie           | + 17s     |
| 3. | Matteo Badilatti  | Israel Cycling Academy   | + 45s     |
| 4. | Hernán Aguirre    | Interpro Cycling Academy | + 1m00s   |
| 5. | Sirak Tesfom      | Eritreia                 | + 4m14s   |
| 6. | Awet Ghebremedhn  | Israel Cycling Academy   | + 4m29s   |
| 7. | David Lozano      | Team Novo Nordisk        | + 4m40s   |
| 8. | Suleiman Kangangi | Quénia                   | + 4m56s   |
| 9. | Yacob Debesay     | Eritreia                 | + 8m17s   |
| 10. | Didier Munyaneza  | Benediction–Excel Energy | + 8m17s   |

### 5.ª etapa
| Karongi - Ruhengeri | alta montanha | (138,7 km) |

| \| Classificação por etapas \| Classificação por etapas \| Classificação por etapas \| Classificação por etapas \| Classificação por etapas \| \| Ciclista \| Ciclista \| Equipe \| Tempo \| \| \| ------------------------ \| ------------------------ \| ------------------------ \| ------------------------ \| ------------------------ \| \| 1. \| Biniam Girmay \| Eritreia \| 3h42m01s \| \| \| 2. \| Joseph Areruya \| Delko Marseille Provence \| + 0s \| \| \| 3. \| Daniel Turek \| Israel Cycling Academy \| + 0s \| \| \| 4. \| Didier Munyaneza \| Benediction–Excel Energy \| + 0s \| \| \| 5. \| Jérémy Bellicaud \| França \| + 0s \| \| \| 6. \| Moïse Mugisha \| Ruanda \| + 0s \| \| \| 7. \| Adrien Guillonnet \| Interpro Cycling Academy \| + 0s \| \| \| 8. \| Geoffrey Langat \| Quénia \| + 0s \| \| \| 9. \| Valens Ndayisenga \| Ruanda \| + 3s \| \| \| 10. \| Eric Manizabayo \| Benediction–Excel Energy \| + 47s \| \| |                   |                          |          |
| |                   |                          |          |
| Fonte: ProCyclingStats |                   |                          |          |
| Classificação por etapas |                   |                          |          |
| Ciclista | Ciclista          | Equipe                   | Tempo    |
| 1. | Biniam Girmay     | Eritreia                 | 3h42m01s |
| 2. | Joseph Areruya    | Delko Marseille Provence | + 0s     |
| 3. | Daniel Turek      | Israel Cycling Academy   | + 0s     |
| 4. | Didier Munyaneza  | Benediction–Excel Energy | + 0s     |
| 5. | Jérémy Bellicaud  | França                   | + 0s     |
| 6. | Moïse Mugisha     | Ruanda                   | + 0s     |
| 7. | Adrien Guillonnet | Interpro Cycling Academy | + 0s     |
| 8. | Geoffrey Langat   | Quénia                   | + 0s     |
| 9. | Valens Ndayisenga | Ruanda                   | + 3s     |
| 10. | Eric Manizabayo   | Benediction–Excel Energy | + 47s    |

| \| Classificação geral \| Classificação geral \| Classificação geral \| Classificação geral \| Classificação geral \| \| Ciclista \| Ciclista \| Equipe \| Tempo \| \| \| ------------------- \| ------------------- \| ------------------------ \| ------------------- \| ------------------- \| \| 1. \| Merhawi Kudus \| Astana \| 17h33m37s \| \| \| 2. \| Rein Taaramäe \| Direct Énergie \| + 17s \| \| \| 3. \| Matteo Badilatti \| Israel Cycling Academy \| + 45s \| \| \| 4. \| Hernán Aguirre \| Interpro Cycling Academy \| + 1m00s \| \| \| 5. \| Sirak Tesfom \| Eritreia \| + 4m14s \| \| \| 6. \| David Lozano \| Team Novo Nordisk \| + 4m40s \| \| \| 7. \| Suleiman Kangangi \| Quénia \| + 4m56s \| \| \| 8. \| Didier Munyaneza \| Benediction–Excel Energy \| + 5m00s \| \| \| 9. \| Jérémy Bellicaud \| Wanty-Gobert \| + 6m19s \| \| \| 10. \| Joseph Areruya \| Delko Marseille Provence \| + 6m37s \| \| |                   |                          |           |
| |                   |                          |           |
| Fonte: ProCyclingStats |                   |                          |           |
| Classificação geral |                   |                          |           |
| Ciclista | Ciclista          | Equipe                   | Tempo     |
| 1. | Merhawi Kudus     | Astana                   | 17h33m37s |
| 2. | Rein Taaramäe     | Direct Énergie           | + 17s     |
| 3. | Matteo Badilatti  | Israel Cycling Academy   | + 45s     |
| 4. | Hernán Aguirre    | Interpro Cycling Academy | + 1m00s   |
| 5. | Sirak Tesfom      | Eritreia                 | + 4m14s   |
| 6. | David Lozano      | Team Novo Nordisk        | + 4m40s   |
| 7. | Suleiman Kangangi | Quénia                   | + 4m56s   |
| 8. | Didier Munyaneza  | Benediction–Excel Energy | + 5m00s   |
| 9. | Jérémy Bellicaud  | Wanty-Gobert             | + 6m19s   |
| 10. | Joseph Areruya    | Delko Marseille Provence | + 6m37s   |

### 6.ª etapa
| Ruhengeri - Nyamata | média montanha | (120,5 km) |

| \| Classificação por etapas \| Classificação por etapas \| Classificação por etapas \| Classificação por etapas \| Classificação por etapas \| \| Ciclista \| Ciclista \| Equipe \| Tempo \| \| \| ------------------------ \| ------------------------ \| --------------------------- \| ------------------------ \| ------------------------ \| \| 1. \| Przemysław Kasperkiewicz \| Delko Marseille Provence \| 2h49m57s \| \| \| 2. \| Pablo Torres \| Interpro Cycling Academy \| + 3s \| \| \| 3. \| Youcef Reguigui \| Argélia \| + 4s \| \| \| 4. \| Henok Mulubrhan \| Eritreia \| + 4s \| \| \| 5. \| Julien Trarieux \| Delko Marseille Provence \| + 4s \| \| \| 6. \| Joonas Henttala \| Team Novo Nordisk \| + 4s \| \| \| 7. \| Samuel Mugisha \| Dimension Data for Qhubeka \| + 4s \| \| \| 8. \| Valens Ndayisenga \| Ruanda \| + 4s \| \| \| 9. \| Yacob Debesay \| Eritreia \| + 4s \| \| \| 10. \| Bruno Araújo \| BAI-Sicasal-Petro de Luanda \| + 1m19s \| \| |                          |                             |          |
| |                          |                             |          |
| Fonte: ProCyclingStats |                          |                             |          |
| Classificação por etapas |                          |                             |          |
| Ciclista | Ciclista                 | Equipe                      | Tempo    |
| 1. | Przemysław Kasperkiewicz | Delko Marseille Provence    | 2h49m57s |
| 2. | Pablo Torres             | Interpro Cycling Academy    | + 3s     |
| 3. | Youcef Reguigui          | Argélia                     | + 4s     |
| 4. | Henok Mulubrhan          | Eritreia                    | + 4s     |
| 5. | Julien Trarieux          | Delko Marseille Provence    | + 4s     |
| 6. | Joonas Henttala          | Team Novo Nordisk           | + 4s     |
| 7. | Samuel Mugisha           | Dimension Data for Qhubeka  | + 4s     |
| 8. | Valens Ndayisenga        | Ruanda                      | + 4s     |
| 9. | Yacob Debesay            | Eritreia                    | + 4s     |
| 10. | Bruno Araújo             | BAI-Sicasal-Petro de Luanda | + 1m19s  |

| \| Classificação geral \| Classificação geral \| Classificação geral \| Classificação geral \| Classificação geral \| \| Ciclista \| Ciclista \| Equipe \| Tempo \| \| \| ------------------- \| ------------------- \| ------------------------ \| ------------------- \| ------------------- \| \| 1. \| Merhawi Kudus \| Astana \| 20h24m53s \| \| \| 2. \| Rein Taaramäe \| Direct Énergie \| + 17s \| \| \| 3. \| Matteo Badilatti \| Israel Cycling Academy \| + 45s \| \| \| 4. \| Hernán Aguirre \| Interpro Cycling Academy \| + 1m00s \| \| \| 5. \| Sirak Tesfom \| Eritreia \| + 4m14s \| \| \| 6. \| David Lozano \| Team Novo Nordisk \| + 4m40s \| \| \| 7. \| Suleiman Kangangi \| Quénia \| + 4m56s \| \| \| 8. \| Didier Munyaneza \| Benediction–Excel Energy \| + 5m00s \| \| \| 9. \| Valens Ndayisenga \| Ruanda \| + 5m35s \| \| \| 10. \| Jérémy Bellicaud \| Wanty-Gobert \| + 6m19s \| \| |                   |                          |           |
| |                   |                          |           |
| Fonte: ProCyclingStats |                   |                          |           |
| Classificação geral |                   |                          |           |
| Ciclista | Ciclista          | Equipe                   | Tempo     |
| 1. | Merhawi Kudus     | Astana                   | 20h24m53s |
| 2. | Rein Taaramäe     | Direct Énergie           | + 17s     |
| 3. | Matteo Badilatti  | Israel Cycling Academy   | + 45s     |
| 4. | Hernán Aguirre    | Interpro Cycling Academy | + 1m00s   |
| 5. | Sirak Tesfom      | Eritreia                 | + 4m14s   |
| 6. | David Lozano      | Team Novo Nordisk        | + 4m40s   |
| 7. | Suleiman Kangangi | Quénia                   | + 4m56s   |
| 8. | Didier Munyaneza  | Benediction–Excel Energy | + 5m00s   |
| 9. | Valens Ndayisenga | Ruanda                   | + 5m35s   |
| 10. | Jérémy Bellicaud  | Wanty-Gobert             | + 6m19s   |

### 7.ª etapa
| Nyamata - Kigali | etapa escarpada | (84,2 km) |

| \| Classificação por etapas \| Classificação por etapas \| Classificação por etapas \| Classificação por etapas \| Classificação por etapas \| \| Ciclista \| Ciclista \| Equipe \| Tempo \| \| \| ------------------------ \| ------------------------ \| -------------------------- \| ------------------------ \| ------------------------ \| \| 1. \| Yacob Debesay \| Eritreia \| 2h12m35s \| \| \| 2. \| Alessandro Fedeli \| Delko Marseille Provence \| + 21s \| \| \| 3. \| Adrien Guillonnet \| Interpro Cycling Academy \| + 21s \| \| \| 4. \| Sirak Tesfom \| Eritreia \| + 21s \| \| \| 5. \| Hernán Aguirre \| Interpro Cycling Academy \| + 24s \| \| \| 6. \| Mulu Hailemichael \| Dimension Data for Qhubeka \| + 26s \| \| \| 7. \| Matteo Badilatti \| Israel Cycling Academy \| + 26s \| \| \| 8. \| David Lozano \| Team Novo Nordisk \| + 26s \| \| \| 9. \| Moïse Mugisha \| Ruanda \| + 38s \| \| \| 10. \| Aurélien Doleatto \| AG2R La Mondiale \| + 43s \| \| |                   |                            |          |
| |                   |                            |          |
| Fonte: ProCyclingStats |                   |                            |          |
| Classificação por etapas |                   |                            |          |
| Ciclista | Ciclista          | Equipe                     | Tempo    |
| 1. | Yacob Debesay     | Eritreia                   | 2h12m35s |
| 2. | Alessandro Fedeli | Delko Marseille Provence   | + 21s    |
| 3. | Adrien Guillonnet | Interpro Cycling Academy   | + 21s    |
| 4. | Sirak Tesfom      | Eritreia                   | + 21s    |
| 5. | Hernán Aguirre    | Interpro Cycling Academy   | + 24s    |
| 6. | Mulu Hailemichael | Dimension Data for Qhubeka | + 26s    |
| 7. | Matteo Badilatti  | Israel Cycling Academy     | + 26s    |
| 8. | David Lozano      | Team Novo Nordisk          | + 26s    |
| 9. | Moïse Mugisha     | Ruanda                     | + 38s    |
| 10. | Aurélien Doleatto | AG2R La Mondiale           | + 43s    |

| \| Classificação geral \| Classificação geral \| Classificação geral \| Classificação geral \| Classificação geral \| \| Ciclista \| Ciclista \| Equipe \| Tempo \| \| \| ------------------- \| ------------------- \| ------------------------ \| ------------------- \| ------------------- \| \| 1. \| Merhawi Kudus \| Astana \| 22h38m21s \| \| \| 2. \| Rein Taaramäe \| Direct Énergie \| + 7s \| \| \| 3. \| Matteo Badilatti \| Israel Cycling Academy \| + 18s \| \| \| 4. \| Hernán Aguirre \| Interpro Cycling Academy \| + 31s \| \| \| 5. \| Sirak Tesfom \| Eritreia \| + 3m42s \| \| \| 6. \| David Lozano \| Team Novo Nordisk \| + 4m13s \| \| \| 7. \| Yacob Debesay \| Eritreia \| + 5m50s \| \| \| 8. \| Suleiman Kangangi \| Quénia \| + 6m41s \| \| \| 9. \| Didier Munyaneza \| Benediction–Excel Energy \| + 6m47s \| \| \| 10. \| Joseph Areruya \| Delko Marseille Provence \| + 6m53s \| \| |                   |                          |           |
| |                   |                          |           |
| Fonte: ProCyclingStats |                   |                          |           |
| Classificação geral |                   |                          |           |
| Ciclista | Ciclista          | Equipe                   | Tempo     |
| 1. | Merhawi Kudus     | Astana                   | 22h38m21s |
| 2. | Rein Taaramäe     | Direct Énergie           | + 7s      |
| 3. | Matteo Badilatti  | Israel Cycling Academy   | + 18s     |
| 4. | Hernán Aguirre    | Interpro Cycling Academy | + 31s     |
| 5. | Sirak Tesfom      | Eritreia                 | + 3m42s   |
| 6. | David Lozano      | Team Novo Nordisk        | + 4m13s   |
| 7. | Yacob Debesay     | Eritreia                 | + 5m50s   |
| 8. | Suleiman Kangangi | Quénia                   | + 6m41s   |
| 9. | Didier Munyaneza  | Benediction–Excel Energy | + 6m47s   |
| 10. | Joseph Areruya    | Delko Marseille Provence | + 6m53s   |

### 8.ª etapa
| Kigali - Kigali | etapa escarpada | (66,8 km) |

| \| Classificação por etapas \| Classificação por etapas \| Classificação por etapas \| Classificação por etapas \| Classificação por etapas \| \| Ciclista \| Ciclista \| Equipe \| Tempo \| \| \| ------------------------ \| ------------------------ \| -------------------------- \| ------------------------ \| ------------------------ \| \| 1. \| Rodrigo Contreras \| Astana \| 1h33m10s \| \| \| 2. \| Merhawi Kudus \| Astana \| + 1m06s \| \| \| 3. \| Alessandro Fedeli \| Delko Marseille Provence \| + 1m06s \| \| \| 4. \| Hernán Aguirre \| Interpro Cycling Academy \| + 1m06s \| \| \| 5. \| Mulu Hailemichael \| Dimension Data for Qhubeka \| + 1m06s \| \| \| 6. \| Adrien Guillonnet \| Interpro Cycling Academy \| + 1m06s \| \| \| 7. \| Matteo Badilatti \| Israel Cycling Academy \| + 1m06s \| \| \| 8. \| Rein Taaramäe \| Direct Énergie \| + 1m09s \| \| \| 9. \| Jérémy Bellicaud \| Wanty-Gobert \| + 1m09s \| \| \| 10. \| Valens Ndayisenga \| Ruanda \| + 1m12s \| \| |                   |                            |          |
| |                   |                            |          |
| Fonte: ProCyclingStats |                   |                            |          |
| Classificação por etapas |                   |                            |          |
| Ciclista | Ciclista          | Equipe                     | Tempo    |
| 1. | Rodrigo Contreras | Astana                     | 1h33m10s |
| 2. | Merhawi Kudus     | Astana                     | + 1m06s  |
| 3. | Alessandro Fedeli | Delko Marseille Provence   | + 1m06s  |
| 4. | Hernán Aguirre    | Interpro Cycling Academy   | + 1m06s  |
| 5. | Mulu Hailemichael | Dimension Data for Qhubeka | + 1m06s  |
| 6. | Adrien Guillonnet | Interpro Cycling Academy   | + 1m06s  |
| 7. | Matteo Badilatti  | Israel Cycling Academy     | + 1m06s  |
| 8. | Rein Taaramäe     | Direct Énergie             | + 1m09s  |
| 9. | Jérémy Bellicaud  | Wanty-Gobert               | + 1m09s  |
| 10. | Valens Ndayisenga | Ruanda                     | + 1m12s  |

## Classificações finais
- As classificações finalizaram da seguinte forma:

### Classificação geral
| \| Classificação geral \| Classificação geral \| Classificação geral \| Classificação geral \| Classificação geral \| \| Ciclista \| Ciclista \| Equipe \| Tempo \| \| \| ------------------- \| ------------------- \| ------------------------ \| ------------------- \| ------------------- \| \| 1. \| Merhawi Kudus \| Astana \| 24h12m37s \| \| \| 2. \| Rein Taaramäe \| Direct Énergie \| + 10s \| \| \| 3. \| Matteo Badilatti \| Israel Cycling Academy \| + 18s \| \| \| 4. \| Hernán Aguirre \| Interpro Cycling Academy \| + 31s \| \| \| 5. \| Sirak Tesfom \| Eritreia \| + 4m04s \| \| \| 6. \| David Lozano \| Team Novo Nordisk \| + 4m50s \| \| \| 7. \| Yacob Debesay \| Eritreia \| + 6m51s \| \| \| 8. \| Suleiman Kangangi \| Quénia \| + 7m05s \| \| \| 9. \| Joseph Areruya \| Delko Marseille Provence \| + 7m10s \| \| \| 10. \| Rodrigo Contreras \| Astana \| + 7m11s \| \| |                   |                          |           |
| |                   |                          |           |
| Fonte: ProCyclingStats |                   |                          |           |
| Classificação geral |                   |                          |           |
| Ciclista | Ciclista          | Equipe                   | Tempo     |
| 1. | Merhawi Kudus     | Astana                   | 24h12m37s |
| 2. | Rein Taaramäe     | Direct Énergie           | + 10s     |
| 3. | Matteo Badilatti  | Israel Cycling Academy   | + 18s     |
| 4. | Hernán Aguirre    | Interpro Cycling Academy | + 31s     |
| 5. | Sirak Tesfom      | Eritreia                 | + 4m04s   |
| 6. | David Lozano      | Team Novo Nordisk        | + 4m50s   |
| 7. | Yacob Debesay     | Eritreia                 | + 6m51s   |
| 8. | Suleiman Kangangi | Quénia                   | + 7m05s   |
| 9. | Joseph Areruya    | Delko Marseille Provence | + 7m10s   |
| 10. | Rodrigo Contreras | Astana                   | + 7m11s   |

### Classificação da montanha
| Classificação da montanha | Classificação da montanha | Classificação da montanha  | Classificação da montanha | Classificação da montanha |
| Ciclista                  | Ciclista                  | Equipe                     | Pontos                    |                           |
| ------------------------- | ------------------------- | -------------------------- | ------------------------- | ------------------------- |
| 1.                        | Yacob Debesay             | Eritreia                   | 80 pts                    |                           |
| 2.                        | Moïse Mugisha             | Ruanda                     | 72 pts                    |                           |
| 3.                        | Adrien Guillonnet         | Interpro Cycling Academy   | 51 pts                    |                           |
| 4.                        | Pablo Torres              | Interpro Cycling Academy   | 42 pts                    |                           |
| 5.                        | Rodrigo Contreras         | Astana                     | 41 pts                    |                           |
| 6.                        | Mulu Hailemichael         | Dimension Data for Qhubeka | 38 pts                    |                           |
| 7.                        | Merhawi Kudus             | Astana                     | 26 pts                    |                           |
| 8.                        | Samuel Mugisha            | Dimension Data for Qhubeka | 23 pts                    |                           |
| 9.                        | Matteo Badilatti          | Israel Cycling Academy     | 16 pts                    |                           |
| 10.                       | Rein Taaramäe             | Direct Énergie             | 14 pts                    |                           |

### Classificação dos sprint
| Classificação por velocidade | Classificação por velocidade | Classificação por velocidade | Classificação por velocidade | Classificação por velocidade |
| Ciclista                     | Ciclista                     | Equipe                       | Pontos                       |                              |
| ---------------------------- | ---------------------------- | ---------------------------- | ---------------------------- | ---------------------------- |
| 1.                           | Rohan Du Plooy               | ProTouch                     | 26 pts                       |                              |
| 2.                           | Timothy Rugg                 | BAI-Sicasal-Petro de Luanda  | 16 pts                       |                              |
| 3.                           | Yacob Debesay                | Eritreia                     | 10 pts                       |                              |
| 4.                           | Moïse Mugisha                | Ruanda                       | 8 pts                        |                              |
| 5.                           | Bonaventure Uwezeyimana      | Benediction–Excel Energy     | 6 pts                        |                              |
| 6.                           | Adrien Guillonnet            | Interpro Cycling Academy     | 5 pts                        |                              |
| 7.                           | Joseph Areruya               | Delko Marseille Provence     | 4 pts                        |                              |
| 8.                           | Julien Trarieux              | Delko Marseille Provence     | 4 pts                        |                              |
| 9.                           | Perrig Quéméneur             | Direct Énergie               | 4 pts                        |                              |
| 10.                          | Przemysław Kasperkiewicz     | Delko Marseille Provence     | 3 pts                        |                              |

### Classificação dos jovens
| Classificação dos jovens | Classificação dos jovens | Classificação dos jovens   | Classificação dos jovens | Classificação dos jovens |
| Ciclista                 | Ciclista                 | Equipe                     | Tempo                    |                          |
| ------------------------ | ------------------------ | -------------------------- | ------------------------ | ------------------------ |
| 1.                       | Yacob Debesay            | Eritreia                   | 24h19m28s                |                          |
| 2.                       | Joseph Areruya           | Delko Marseille Provence   | + 19s                    |                          |
| 3.                       | Jérémy Bellicaud         | Wanty-Gobert               | + 1m16s                  |                          |
| 4.                       | Henok Mulubrhan          | Eritreia                   | + 2m41s                  |                          |
| 5.                       | Mulu Hailemichael        | Dimension Data for Qhubeka | + 6m37s                  |                          |
| 6.                       | Alessandro Fedeli        | Delko Marseille Provence   | + 7m44s                  |                          |
| 7.                       | Samuel Mugisha           | Dimension Data for Qhubeka | + 8m28s                  |                          |
| 8.                       | Eric Manizabayo          | Benediction–Excel Energy   | + 11m35s                 |                          |
| 9.                       | Didier Munyaneza         | Benediction–Excel Energy   | + 12m10s                 |                          |
| 10.                      | John Kariuki             | Quénia                     | + 17m31s                 |                          |

### Classificação por equipas
| Classificação por equipes | Classificação por equipes  | Classificação por equipes | Classificação por equipes |
| Equipe                    | Equipe                     | Tempo                     |                           |
| ------------------------- | -------------------------- | ------------------------- | ------------------------- |
| 1.                        | Eritreia                   | 72h49m16s                 |                           |
| 2.                        | Interpro Cycling Academy   | + 2m53s                   |                           |
| 3.                        | Astana                     | + 6m33s                   |                           |
| 4.                        | Israel Cycling Academy     | + 10m23s                  |                           |
| 5.                        | Delko-Marseille Provence   | + 43m02s                  |                           |
| 6.                        | Benediction–Excel Energy   | + 46m23s                  |                           |
| 7.                        | Quénia                     | + 51m16s                  |                           |
| 8.                        | França                     | + 1h02m06s                |                           |
| 9.                        | Direct Énergie             | + 1h09m21s                |                           |
| 10.                       | Dimension Data for Qhubeka | + 1h20m08s                |                           |

## Evolução das classificações
| Etapa                 | Vencedor                 | Classificação geral | Classificação da montanha | Classificação dos sprints | Classificação dos jovens | Classificação por equipas |
| --------------------- | ------------------------ | ------------------- | ------------------------- | ------------------------- | ------------------------ | ------------------------- |
| 1.ª                   | Alessandro Fedeli        | Alessandro Fedeli   | Rohan Du Plooy            | Bonaventure Uwizeyimana   | Alessandro Fedeli        | Delko Marseille Provence  |
| 2.ª                   | Merhawi Kudus            | Merhawi Kudus       | Pablo Torres              | Timothy Rugg              | Joseph Areruya           | Astana                    |
| 3.ª                   | Merhawi Kudus            | Merhawi Kudus       | Merhawi Kudus             | Rohan Du Plooy            | Jérémy Bellicaud         | Astana                    |
| 4.ª                   | Edwin Ávila              | Merhawi Kudus       | Pablo Torres              | Rohan Du Plooy            | Yakob Debesay            | Astana                    |
| 5.ª                   | Biniam Ghirmay           | Merhawi Kudus       | Moise Mugisha             | Rohan Du Plooy            | Didier Munyaneza         | Astana                    |
| 6.ª                   | Przemysław Kasperkiewicz | Merhawi Kudus       | Moise Mugisha             | Rohan Du Plooy            | Didier Munyaneza         | Eritreia                  |
| 7.ª                   | Yakob Debesay            | Merhawi Kudus       | Moise Mugisha             | Rohan Du Plooy            | Yakob Debesay            | Eritreia                  |
| 8.ª                   | Rodrigo Contreras        | Merhawi Kudus       | Yakob Debesay             | Rohan Du Plooy            | Yakob Debesay            | Eritreia                  |
| Classificações finais | Classificações finais    | Merhawi Kudus       | Yakob Debesay             | Rohan Du Plooy            | Yakob Debesay            | Eritreia                  |

## UCI World Ranking
O Tour de Ruanda outorgou pontos para o UCI World Ranking para corredores das equipas nas categorias UCI WorldTeam, Profissional Continental e Equipas Continentais. As seguintes tabelas são o barómetro de pontuação e os 10 corredores que obtiveram mais pontos:
| Posição             | 1.º | 2.º | 3.º | 4.º | 5.º | 6.º | 7.º | 8.º | 9.º | 10.º | 11.º | 12.º | 13.º-15.º | 16.º-25.º |
| Classificação geral | 125 | 85  | 70  | 60  | 50  | 40  | 35  | 30  | 25  | 20   | 15   | 10   | 5         | 3         |
| Por etapa           | 14  | 5   | 3   |     |     |     |     |     |     |      |      |      |           |           |
| Líder               | 3   |     |     |     |     |     |     |     |     |      |      |      |           |           |

| Classificação |                   |                          |       |       |       |       |
| Posição       | Ciclista          | Equipa                   | Geral | Etapa | Líder | Total |
| ------------- | ----------------- | ------------------------ | ----- | ----- | ----- | ----- |
| 1.º           | Merhawi Kudus     | Astana                   | 125   | 33    | 18    | 176   |
| 2.º           | Rein Taaramäe     | Direct Énergie           | 85    | 5     | -     | 90    |
| 3.º           | Matteo Badilatti  | Israel Cycling Academy   | 70    | 3     | -     | 73    |
| 4.º           | Hernán Aguirre    | Interpro Cycling Academy | 60    | -     | -     | 60    |
| 5.º           | Yakob Debesay     | Eritreia                 | 35    | 19    | -     | 54    |
| 6.º           | Sirak Tesfom      | Eritreia                 | 50    | 3     | -     | 53    |
| 7.º           | David Lozano      | Novo Nordisk             | 40    | -     | -     | 40    |
| 8.º           | Rodrigo Contreras | Astana                   | 20    | 14    | -     | 34    |
| 9.º           | Suleiman Kangangi | Kenia                    | 30    | -     | -     | 30    |
| 10.º          | Joseph Areruya    | Delko Marseille Provence | 25    | 5     | -     | 30    |